# Преглово
Преглово (на македонска литературна норма: Преглово; на албански: Pregllova) е село в община Пласница, в западната част на Северна Македония.

## География
Селото е разположено в областта Долно Кичево на десния бряг на река Треска (Голема) в северното подножие на Бушева планина.

## История
Според „Кичево в миналото си и сега“ Прѣглово е българско село, потурчено след XVI век.
В XIX век Преглово е смесено помашко село в Кичевска каза на Османската империя. Според статистиката на Васил Кънчов („Македония. Етнография и статистика“) към 1900 година в Преглово живеят 230 българи мохамедани.
На Етнографската карта на Битолския вилает на Картографския институт в София от 1901 година Преглово е чисто помашко (българско мохамеданско) село в Кичевската каза на Битолския санджак с 30 къщи.
След Междусъюзническата война в 1913 година селото попада в Сърбия.
На етническата си карта на Северозападна Македония в 1929 година Афанасий Селишчев отбелязва Преглово като българско село. Томо Смилянич през 1935 година пише, че селото има 35 къщи. Родовете в Преглово са: Пировци (8 къщи), Юсуфовци (12 къщи), Шутаревци (14 къщи) и Пърлеви (1 къща). Всичките родове са стари.
Според преброяването от 2002 година селото има 1079 жители.
| Националност     | Всичко |
| северномакедонци | 1      |
| албанци          | 3      |
| турци            | 1070   |
| роми             | 0      |
| власи            | 0      |
| сърби            | 0      |
| бошняци          | 0      |
| други            | 5      |